# NGC 157
NGC 157 je galaksija u zviježđu Kit.

## Vanjske poveznice
- SEDS: NGC 0157